# إضفاء الطابع الشخصي

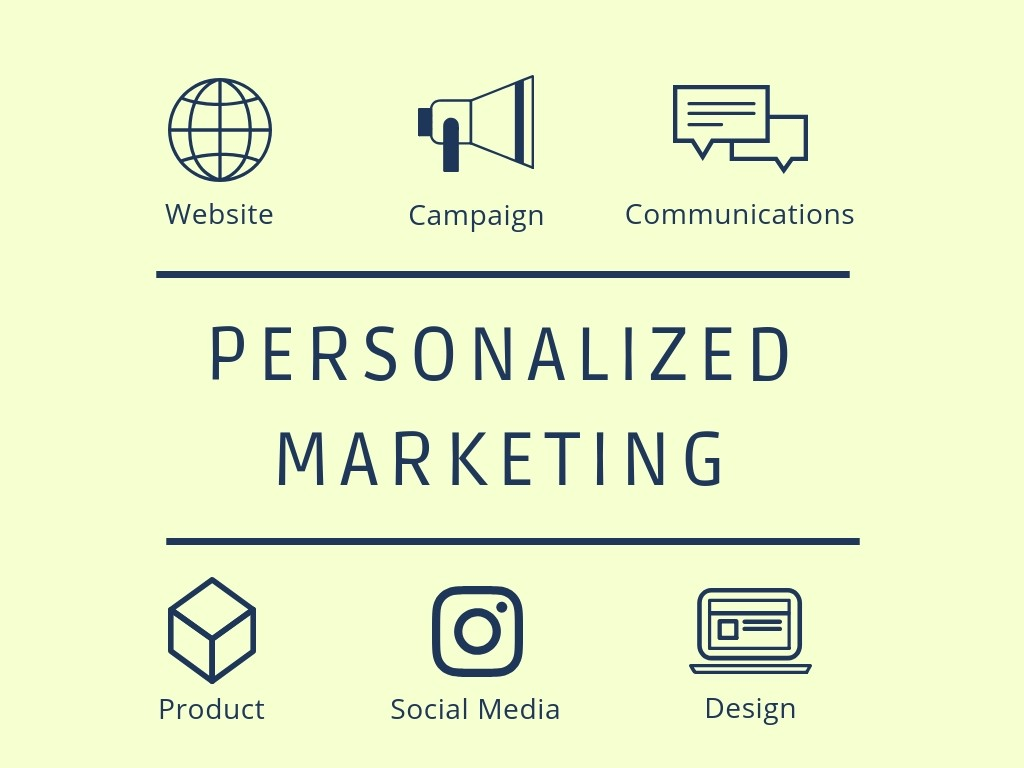

إضفاء الطابع الشخصي (بالإنجليزية: Personalization)، (المعروف على نطاق واسع بمصطلح التخصيص)، هو قدرة الزبائن على تغيير منتج أو خدمة لتناسب احتياجاتهم ورغباتهم بشكل أفضل. وبتعبير آخر هي تغيير خدمة أو منتج لاستيعاب أفراد معينين، وتعادل في بعض الأحيان إلى مجموعات أو قطاعات الأفراد. تستخدم مجموعة متنوعة من المؤسسات التخصيص لتحسين رضا العملاء، وتحويل المبيعات الرقمية، ونتائج التسويق، والعلامات التجارية، ومقاييس مواقع الويب المحسنة وكذلك للإعلان. التخصيص هو عنصر أساسي في وسائل التواصل الاجتماعي وأنظمة التوصية.
جانب آخر من التخصيص هو الانتشار المتزايد للبيانات المفتوحة على الويب. تتيح العديد من الشركات بياناتها على الويب عبر واجهات برمجة التطبيقات وخدمات الويب ومعايير البيانات المفتوحة. البيانات التي يتم توفيرها بهذه الطريقة منظمة بحيث تتيح ربطها وإعادة استخدامها من قبل أطراف ثالثة.